# Bernd Krauß
Bernd Krauß (n. 15 iunie 1953, Plauen, Republica Democrată Germană, Germania) este un canotor ce a reprezentat Republica Democrată Germană, medaliat olimpic. A participat la o ediție a Jocurilor Olimpice (1980) în care a câștigat o medalie de aur.

## Participări
Lista de mai jos prezintă principalele competiții la care a participat Bernd Krauß de-a lungul carierei.
- rowing at the 1980 Summer Olympics – men's eight[*][5]